# Dubská Lhota
Dubská Lhota je malá vesnice, část městyse Dub v okrese Prachatice v Jihočeském kraji. Nachází se asi 1,5 kilometru východně od Dubu. Je zde evidováno 26 adres. V roce 2011 zde trvale žilo 44 obyvatel.
Dubská Lhota je také název katastrálního území o rozloze 1,36 km². Část vesnice však leží katastrálním území Dub u Prachatic.

## Historie
První písemná zmínka o vesnici pochází z roku 1334.

## Obecní správa
Při sčítání lidu v letech 1850–1879 Dubská Lhota byla osadou městyse Dub v okrese Strakonice. V letech 1880–1962 byla samostatnou obcí, se kterým patřila nejprve do okresu Strakonice, ale od roku 1950 v okrese Prachatice. Od roku 1963 je opět částí městyse Dub v okrese Prachatice.

## Pamětihodnosti
- Usedlost čp. 2 (kulturní památka - 31776/3-3551)
- Kaplička na návsi

## Osobnosti
- Josef Kvasnička (1868–1932), sochař

## Obyvatelstvo
| Rok            | 1869 | 1880 | 1890 | 1900 | 1910 | 1921 | 1930 | 1950 | 1961 | 1970 | 1980 | 1991 | 2001 | 2011 | 2021 |
| -------------- | ---- | ---- | ---- | ---- | ---- | ---- | ---- | ---- | ---- | ---- | ---- | ---- | ---- | ---- | ---- |
| Počet obyvatel | 169  | 173  | 140  | 148  | 133  | 140  | 132  | 90   | 69   | 54   | 39   | 30   | 31   | 44   | 48   |
| Počet domů     | 27   | 25   | 23   | 24   | 25   | 25   | 24   | 23   | 36   | 19   | 13   | 18   | 20   | 23   | 23   |